# Língua futuna-aniwa
Futuna-Aniwa é uma língua falada na província de Tafea de Vanuatu nas ilhas que contornam a ilhas Futuna e  Aniwa. O idioma possui aproximadamente 1.500 falantes. É uma língua Polinésia, parte da família das línguas austronésias
Por vezes é chamado Futuna Ocidental para diferenciá-lo de Futuna Oriental falado nas ilhas de Futuna e  Alofi em Wallis e Futuna.

## Fonologia
A fonologia de Futuna-Aniwa é principalmente semelhante à fonologia das línguas Polinésias (Capell, 1984). No entanto, existem alguns elementos que não são consistentes no Futuna-Aniwa com essas línguas (Capell, 1984). Por exemplo, em Futuna-Aniwa, ambas, aproximantes laterais dentais, alveolares e pós-alveolares e  r estão presentes, embora não seja o mesmo nas Polinésias normalmente (Capell, 1984 ) Da mesma forma, outra distinção pode ser feita entre fricativa alveolar surda / s / e sibilante palato-alveolar surda / ʃ / em Futuna e fricativa alveolar sem voz  / s / e Africado palato-alveolar sem voz / tʃ / em Aniwa, o que também não é normal na Polinésia (Capell, 1984).
|           | Labial | Alveolar | Palatal | Velar | Glotal |
| --------- | ------ | -------- | ------- | ----- | ------ |
| Nasal     | m      | n        |         | ŋ     |        |
| Plosiva   | p      | t        |         | k     |        |
| Fricativa | f β    | s        | ʃ       |       | h      |
| Rótica    |        | r        |         |       |        |
| Lateral   |        | l        |         |       |        |

/ p / - Plosiva não aspirada bilabial, inicial e medial (Capell, 1984).
/ t / - Plosiva denti-alveolar surda, sem aspiração, inicial e medial (Capell, 1984).
/ k / - Plosiva, frental e posterior não-aspirada, velar, dependendo da vogal vizinha, mas não diferindo fonemicamente; inicial e medial (Capell, 1984).
/ m / - Nasal bilabial sonora, inicial e medial (Capell, 1984).
/ n / - Nasal denti-alveolar sonora; inicial e medial (Capell, 1984).
/ ŋ / - Velar nasal sonoro, inicial e medial (Capell, 1984).
/ f / - Fricativa bilabial surda (nos dois idiomas), mas geralmente ocorre em Aniwa, mas em Futuna é “v”; inicial e medial (Capell, 1984).
/ l / - sonora lateral alveolar, fricativa, inicial, medial (Capell, 1984).
/ r / - consoante alveolar com vibrante lingual sonora, às vezes praticamente fricativa, sem diferença fonêmica (Capell, 1984).
/ s / - Sibilante alveolar surda, inicial e medial (Capell, 1984).
/ ʃ / - Fricativa palato-alveolar surda com algum arredondamento labial. Som Futuna, ao qual / africada palato-alveolar surda tʃ corresponde em Aniwa; inicial e medial (Capell, 1984).
|         | Anterior Ñ arredondada | Central | Posterior arredondada |
| ------- | ---------------------- | ------- | --------------------- |
| Fechada | i                      |         | u                     |
| Medial  | e                      |         | o                     |
| Aberta  |                        | a       |                       |

/ i / - Vogal frontal não arredondada, de medianamente tensa, mas relaxada (sem diminuir) se não for tônica (Capell, 1984). Ocorre em todas as posições (Capell, 1984).
/ e / - Vogal aberta não arredondada meio frontal, foneticamente [ɛ] em todas as posições (Capell, 1984).
/ a / - Vogal aberta em todas as posições (Capell, 1984).
/ o / - A vogal arredondada no meio posteriors aberta, foneticamente [ɔ], ocorre em todas as posições (Capell, 1984).
/ u / - Vogal arredondada fechada, correspondente a / i / no que diz respeito à tensão; todas as posições (Capell, 1984). Antes e depois das vogais / l / e / u / tornam-se semivogais (Capell, 1984).
Observando as informações fornecidas acima, é importante ver as variações de Aniwa em comparação com Futuna (Capell, 1984). As variações mais importantes e reconhecíveis num número múltiplo de outras variações é a palatalização extrema das consoantes dentais antes das vogais fechadas e médias frontais, o que também em alguns casos envolve n- (Capell, 1984). Um exemplo disso é que ti / ti em Futuna é normalmente representado como ce / ci em Aniwa (Capell, 1984). Comparado a Futuna, em Aniwa, a velar plosiva tem um apoio mais regula; portanto, k, q e y são ouvidos (Capell, 1984). Isso é mostrado na maioria das vezes, mas há um pouco de liberdade nas variações (Capell, 1984). / k / é retido antes das vogais frontais, inicialmente com palavras e antes dos aglomerados ditongais, / k / torna-se / q / antes de / a / e / k / torna-se / y / antes de / o / (Capell, 1984). A regra em si mostra primeiro que existe consistência da palavra e não apenas o enunciado e, em segundo lugar, as exceções podem mostrar ideias nativas de limites e conjunturas (Capell, 1984). Essas são as principais diferenças entre os dois dialetos, no entanto, Capell observa que os dados coletados não são precisos ou totalmente confiáveis para aquela aldeia em particular (Capell, 1984).

## Morfologia

### Pronomes
Os pronomes em Futuna-Aniwa distinguem-se por quatro números (singular, duplo, trial e plural) e pela 1ª (inclusiva e exclusiva), 2ª e 3ª pessoas (Dougherty, 1983). A distinção entre trial e plural em uma língua polinésia é uma característica incomum de Futuna-Aniwa (Capell, 1984).
Existem basicamente cinco conjuntos diferentes de formas pronominais em Futuna-Aniwa: pessoal, possessivo, interrogativo, enfático e demonstrativo. Em algumas circunstâncias, clíticos pronominais acompanharão essas formas pronominais. (Dougherty, 1983)
Os pronomes não são flexionados por gênero, mas podem ser marcados por maiúsculas e minúsculas (marcadas por  i ) e, opcionalmente, maiúsculas e minúsculas (marcadas por  e ). (Dougherty, 1983)

#### Construção do pronome
Notavelmente, todos os pronomes em Futuna-Aniwa podem ser facilmente divididos em componentes morfológicos específicos. Por exemplo, o pronome duplo não singular akorua da segunda pessoa (ver abaixo) é formado pela combinação do prefixo de artigo pessoal  a- , o infixo de foco pronominal não singular e de segunda pessoa  -ko-  e o sufixo duplo  - (r) ua . (Dougherty, 1983)
A única exceção a isso são pronomes interrogativos, cuja construção morfológica é mais complexa e variável.

### = Pronomes pessoais
| Pronomes pessoais não marcados(Dougherty, 1983, p. 33) |          |         |          |        |
|                                                        | Número   |         |          |        |
| Pessoa                                                 | Singular | Dual    | Trial    | Plural |
| 1ª Não exclus.                                         | avau, au | akitaua | akitatou | akitea |
| 1ª Exclus.                                             | avau, au | akimaua | akimatou | akimea |
| 2                                                      | akoe     | akorua  | akoutou  | akoua  |
| 3                                                      | aia, eia | akiraua | akiratou | akirea |

Exemple:
| 1. | ka-i                            |  | amkea   |  | sa-i           |  | tufa |  | akoe |  |
|    | FUT.tempo.obl.                  |  | apanhar |  | RES. tempo.obl |  | dar  |  | você |  |
|    | "Ele pega e entrega para você." |  |         |  |                |  |      |  |      |  |

|} (Dougherty, 1983, p. 37)

#### Pronomes Possessivos
Os pronomes em Futuna-Aniwa podem ser usados para indicar posse inalienável, exclusivamente para pessoas singulares. Estes aparecem imediatamente antes de um substantivo principal inalienável. (Dougherty, 1983)
| Pronomes Posses. Inalienáveis(Dougherty, 1983, p. 73) |           |       |        |        |
|                                                       | Número    |       |        |        |
| Pessoa                                                | Singular  | Dual  | Trial  | Plural |
| 1ª (singular)                                         | tuku      | ruoku | takoku | oku    |
| 2ª (singular)                                         | tou       | ruou  | takou  | ou     |
| 3ª (singular)                                         | tano, tan | ruano | takano | ano    |

Exemple:
| 2. | ruoku                               |  | vae |  | ma   |  | oku         |  | rima |
|    | 1.Dual.POSS                         |  | leg |  | CONJ |  | 1.Plur.POSS |  | arm  |
|    | 'Minhas duas pernas e minhas mãos.' |  |     |  |      |  |             |  |      |

(Dougherty, 1983, p. 74)
Existe também um "paradigma de sufixos de pronome pessoal" equivalente (Dougherty, 1983) que ocorre em construções possessivas, com sufixo nos substantivos para indicar posse. Observe-se que o exemplo (3) abaixo também pode ser expresso usando os pronomes possessivos inalienáveis equivalentes acima.
| Pronomes pessoais - Sufixos(Dougherty, 1983, p. 34) |          |       |        |        |
|                                                     | Númeror  |       |        |        |
| Pessoa                                              | Singular | Dual  | Trial  | Plural |
| 1ª INC                                              | -ku      | -taua | -tatou | -tea   |
| 1ª EXCL                                             | -ku      | -maua | -matou | -mea   |
| 2                                                   | -u       | -rua  | -utou  | -ua    |
| 3                                                   | -na, -no | -raua | -ratou | -rea   |

Examplo:
| 3. | tojina-ku    |  |  |  |  |
|    | Tio-1SG.POSS |  |  |  |  |
|    | ‘My uncle.’  |  |  |  |  |

(Dougherty, 1983, p. 336)

#### Pronomes interrogativos
Existem 14 formas diferentes de pronome interrogativo em Futuna-Aniwa. No mínimo, Futuna-Aniwa distingue entre singular e não singular em todas as construções de pronomes interrogativos. (Dougherty, 1983) Os pronomes interrogativos não singulares aparecem nas posições dupla, experimental e plural. (Capell, 1984)
| Pronomes Interrogativos(Dougherty, 1983, p. 84-87) |           |                          |
| Interrogativo                                      | Português | Notas                    |
| akai                                               | Quem      | Singular                 |
| akaima                                             | Onde      | Nonsingular              |
| akai, okai                                         | De quem   | Singular                 |
| akaima, okaima                                     | Cujo      | Não singular             |
| taha                                               | O quê     | Singular, especifico     |
| aha                                                | O quê     | Não Singular, especifico |
| saha                                               | O quê     | Não específico           |
| jiaha                                              | O quê     | Diminutivo               |
| tefe, tehe                                         | Qual      | Singular                 |
| efe, ehe                                           | Qual      | Não singular             |

 Exemplos:
|  | ta                    |  | fare |  | okai |  |  |  |
|  | ART                   |  | casa |  | cujo |  |  |  |
|  | ‘De quem é essacasa?’ |  |      |  |      |  |  |  |

(Dougherty, 1983, p. 85)
| 5. | ta           |  | fare |  | tehe |  |  |  |
|    | ART          |  | casa |  | qual |  |  |  |
|    | ‘Qual casa?’ |  |      |  |      |  |  |  |

(Dougherty, 1983, p. 87)

#### Pronomes enfáticos
Pronomes enfáticos em Futuna-Aniwa são usados para indicar que o referente designado em uma cláusula é o único referente a ser considerado. (Dougherty, 1983)
| Pronomes enfáticos (Dougherty, 1983, p. 38) |          |          |           |         |
|                                             | Número   |          |           |         |
| Pessoa                                      | Singular | Dual     | Trial     | Plural  |
| 1ª INC                                      | sokovau  | sokitaua | sokitatou | sokitea |
| 1ªEXCL                                      | sokovau  | sokimaua | sokimatou | sokimea |
| 2                                           | sokoe    | sokorua  | sokoutou  | sokoua  |
| 3                                           | sokoia   | sokiraua | sokiratou | sokirea |

 Exemplos:
| 6. | u                             |  | aia   |  | no-nofo                |  | sokoia    |  |  |
|    | CONJ                          |  | 3ª SG |  | PRES.PROG. -permanecer |  | 3ª SG.EMF |  |  |
|    | "E então ele vive sozinho."\| |  |       |  |                        |  |           |  |  |

(Dougherty, 1983, p. 504)

#### Pronomes demonstrativos
Os pronomes demonstrativos em Futuna-Aniwa distinguem três posições: posição próxima ao falante, posição próxima ao destinatário e posição distante. Eles são, essencialmente, um agrupamento da forma demonstrativa básica e do sistema de artigos Futuna-Aniwa (Dougherty, 1983).
| Pronomes demonstrativos (Dougherty, 1983, p. 28) |          |        |          |                |
|                                                  | Número   |        |          |                |
| Pessoa                                           | Singular | Dual   | Trial    | Plural         |
| Próximo a quem fala                              | te nei   | ru nei | taka nei | e nei, a ganei |
| próximo a com quem se fala                       | te na    | ru na  | taka na  | e na, a gana   |
| distante                                         | te ra    | ru ra  | taka ra  | e ra, a gara   |

Exemplo:
| 7. | a                 |  | tiauau |  | te ra |  |  |  |
|    | ART               |  | Chauau |  | that  |  |  |  |
|    | ‘That is Chauau.’ |  |        |  |       |  |  |  |

(Dougherty, 1983, p. 28)

#### Cliticos Pronominais
Em certas construções de Futuna-Aniwa, os clíticos pronominais ocorrem ao lado dos pronomes. Esses pronominais ocorrem apenas com pessoas singulares e servem ao papel de fazer referência cruzada ao sujeito de um verbo. O clítico pronominal é tipicamente sufixado em marcadores de tempo ou aspecto, negativos na posição pré-verbal ou no infinitivo (Dougherty, 1983).
Os clíticos pronominais ocorrem principalmente em construções transitivas em Futuna-Aniwa, embora não exclusivamente (Dougherty, 1983). Isso é evidente através da comparação do exemplo (8) (uma construção transitiva) com o exemplo (9) (uma construção intransitiva) abaixo. O clítico pronominal não está presente em (9), mas está com o sufixo na partícula negativa pré-verbal em (8).
Exemplos:
| 8. | (avau)                   |  | se-n             |  | tahtaroa |  | ma       |  | sa  |  | kapiti     |
|    | 1SG                      |  | NEG.PART-PRO.CLI |  | wash     |  | NEG.PART |  | ART |  | ’ repolho’ |
|    | ‘eu não lavo o repolho.’ |  |                  |  |          |  |          |  |     |  |            |

(Dougherty, 1983, p. 37)
Nota: Em (8), a 1ª pessoa singular pessoal foi omitido do exemplo original. Foi incluída para maior clareza.
a|
|
9.
|
  avau
|
|
ka
|
|
  muri
|
 
|
 
|-
|
|
1ªSG
|
|
Futuro
|
|
seguir
|
|
|-
|
| colspan="7" |
‘Eu vou seguir’
|}

## Amostra de texto
Ia ta neikamata Atua neimna ta taragi ma ta fanua. Ma ta fanua neinofo gnata tasi, gogou, ma pouri niapotshia tamana, ma ta nokano o Atua nigarue iluga ta avai. Ma Atua neitucua marama mai, ma ta marama nimai. Ma Atua necitia ta marama, pe aia ko erefia, ma Atua nivaia ta marama ia ta pouri.
Português
No princípio, Deus criou o céu e a terra. A terra estava sem forma e vazia, e as trevas cobriam as águas profundas. O espírito de Deus pairava sobre a água. Então Deus disse: "Haja luz!" Então havia luz